# Орта-Дересін (село)
О́рта-Дересі́н (каз. Орта Дересін) — село у складі Актогайського району Карагандинської області Казахстану. Адміністративний центр Ортадересінського сільського округу.
Населення — 339 осіб (2021; 388 у 2009, 616 у 1999, 890 у 1989).
Національний склад станом на 1989 рік:
- казахи — 100 %.

Станом на 1989 рік село мало назву Ортадересін.